# Heidelberg (Pennsylvania)
Heidelberg egy település (borough) az Amerikai Egyesült Államokban, Pennsylvania állam Allegheny megyéjében. A 2020-as népszámlálási adatok szerint 1288 lakosa van, területe 0,7 km². Heidelberg Pittsburgh vonzáskörzetébe tartozik. A település a németországi Heidelbergről kapta a nevét: az első telepesek nagy része innen származott.

## Népesség
Egy 2019-es becslés szerint 1207-en éltek Heidelbergben. Ugyanebben az évben a lakosság 92,2%-a fehér, 2,2%-a afroamerikai, 1,5%-a latinó, 0,4%-a ázsiai, és 0,9%-a két vagy több etnikumú volt. A háztartások medián jövedelme 53 980 dollár, a szegénységi küszöb alatt élők aránya pedig 6,2% volt.

## Fordítás
- Ez a szócikk részben vagy egészben  a   Heidelberg (Pennsylvania) című német Wikipédia-szócikk ezen változatának fordításán alapul.  Az eredeti cikk szerkesztőit annak laptörténete sorolja fel. Ez a jelzés csupán a megfogalmazás eredetét és a szerzői jogokat jelzi, nem szolgál a cikkben szereplő információk forrásmegjelöléseként.